# 陈励耘
陈励耘（1919年9月—2004年12月），男，四川成都人，中国人民解放军空军大校、中共第九届中央候补委员。

## 生平
1935年，陈励耘在成都天府中学学习时，受中共地下党组织影响，参加革命活动，曾多次和中共四川省委书记车耀先见面。
1938年3月起，陈励耘在中国人民抗日军政大学（简称“抗大”）学习。1938年加入中国共产党。1938年8月到1939年10月，任抗大三团排长。1939年10月到1940年3月，任冀中军区抗大三团排长。1940年3月到1941年6月，任冀中军区抗大三团政治处宣教干事。1941年6月到9月，任新四军抗大总分校文工团团长。1941年9月到1942年6月，任苏中军区抗大九分校政治处组织股股长。1942年6月到10月，任苏中军区抗大九分校政工队政治指导员。
1942年10月到1944年5月，陈励耘任新四军第一师山炮连政治委员。1944年5月到1945年2月，任新四军第一师山炮营政治委员。1945年2月到5月，任新四军第一师政治部秘书。1945年5月到1946年9月，任苏浙军区第一纵队政治部组织科科长。1946年9月到11月，任华中野战军第六纵队后方留守处政治处主任。1946年11月到1948年8月，任华中野战军第六纵队、华东野战军第六纵队十六师四十六团政治处主任。1948年8月到11月，任华东野战军第六纵队十六师四十六团副政治委员。1948年11月到1949年3月，任华东野战军、中国人民解放军第三野战军团政治委员（因病而未到职）。
1949年3月到8月，陈励耘任华东军政干校政治部宣教部副部长。1949年8月到1950年6月，任华东军政大学三总队十四团政治委员。1950年6月到1951年1月，任华东军政大学五总队政治委员。1951年1月到11月，任华东军区教导总队副政治委员。
1951年11月到1954年12月，陈励耘任中国人民解放军空军航空兵航空师副政治委员兼政治部主任。1954年12月到1964年7月，任空军航空兵航空师政治委员。1964年7月到1971年9月，任空五军政治委员。1955年9月，陈励耘被授予空军上校军衔。1962年11月，晋升空军大校军衔。
1968年3月到1971年9月，任浙江省革命委员会第一副主任。1968年3月到1971年1月，任浙江省革命委员会党的核心小组第一副组长。1971年1月到9月，任中共浙江省委书记（当时设有第一书记）。陈励耘是中共第九届中央候补委员。
1971年3月31日晚至4月1日，林立果根据《五七一工程纪要》中在“准备阶段”成立“指挥班子”的“实施要点”，召集该《纪要》中确定的指挥班子成员陈励耘、南京军区空军政委江腾蛟、空四军政委王维国、南京军区空军副司令员周建平，在上海市岳阳路原上海市少年科技站秘密开会。后来中共将此次会议称为“上海会议”，林立果则称之为“三国四方会议”。陈励耘、王维国、周建平直到1971年9月被隔离审查，一直不知道《五七一工程纪要》的存在，也不知道林立果有谋害毛泽东的计划。
1971年九一三事件发生后不久，1971年9月20日，在南萍的协助下，王洪文、马天水、徐景贤与南京军区人员在上海锦江饭店奉命秘密逮捕陈励耘，同日起接受隔离审查。1976年12月，奉华国锋命令，陈励耘被关进秦城监狱。1981年9月，陈励耘因病被送进北京复兴医院治疗。1982年3月10日，中国人民解放军军事检察院发出《中国人民解放军军事检察院免予起诉决定书（〔82〕军检免字第10号）》，决定对陈励耘免予起诉。该决定书中称，“被告人陈励耘积极追随林彪，参予林彪的反革命集团的阴谋活动，触犯了中华人民共和国刑法第十八条的规定，已构成参加反革命罪。鉴于未发现被告人陈励耘参加“上海会议”后有新的犯罪活动，罪行较轻。根据刑法第三十二条的规定，决定免于起诉。”随后陈励耘从北京复兴医院出院，被送往安徽巢湖温泉疗养院继续治疗。1982年5月，陈励耘按一般干部待遇退出中国人民解放军现役。陈励耘病好后，定居浙江省嘉善县。中国共产党对陈励耘没有作出组织结论，但也不让他恢复组织生活。
2004年12月，陈励耘病逝。